# Bastion (Computerspiel)
Bastion ist ein Action-Rollenspiel, das vom US-amerikanischen Indie-Studio Supergiant Games entwickelt und 2011 von Warner Bros. Interactive veröffentlicht wurde.

## Handlung
Die Welt von Bastion wurde durch eine schwere Katastrophe, genannt die Calamity, in unzählige Teile zerbrochen. Der stumme Protagonist, genannt The Kid, erwacht inmitten der Ruinen und begibt sich zur Bastion – ein Treffpunkt für schwere Zeiten. Dort angekommen, findet er nicht viel mehr als den alten Mann Rucks, der Erzähler. Rucks schickt Kid auf seine Reise, die Welt so wie sie war zu rekonstruieren.

## Spielprinzip und Technik
Das Spiel orientiert sich zwar teils an klassischen Hack-and-Slay-Titeln wie Diablo, wartet aber mit einem erheblich eingeschränkterem Progressionssystem und einem überschaubaren Waffenarsenal auf, in welchem aber jede Waffe ihre eindeutigen Vor- und Nachteile sowie Spezialfähigkeiten besitzt. Die Kämpfe finden in Echtzeit statt und erfordern so vor allem das Geschick und die Auffassungsgabe des Spielers.
Im Handlungsverlauf kann die Spielfigur bis zu einer Maximalstufe von Charakter-Level 10 aufsteigen, wobei es aber kaum möglich ist, dies in einem einzigen Spieldurchgang zu schaffen. Allerdings hat der Spieler die Option, nach einem Durchgang das Spiel im sogenannten „New Game Plus“ erneut durchzuspielen. Grundlegend unterschiedliche Spielweisen sind dabei aber nicht möglich, eine Einflussnahme auf die Persönlichkeit des Helden oder auf den Storyverlauf ist ebenfalls praktisch nicht gegeben.
In der Welt von Bastion verstreut finden sich Nah- und Fernkampfwaffen wie Hammer, Machete, Muskete oder Mörser. Der Spieler kann zwei davon bei sich tragen und hat zudem noch einen Zauberspruch zur Verfügung. Die aktuelle Waffenkonfiguration kann nach jeder Reise in der Bastion geändert werden. Zusätzlich ist es möglich, in der Schnapsbrennerei Spirituosen zu sich zu nehmen, die dem Spieler gegenüber seinen Widersachern gewisse Vorteile (teilweise auch mit anderweitigen Nachteilen) verleihen. Um den Schwierigkeitsgrad zu erhöhen, steht auch ein Heiligtum, das Pantheon, zur Verfügung, in dem diverse Götter beschworen werden können. Der Spieler erhält dann entsprechende Handicaps, wie zum Beispiel stärkere Gegner oder weniger Heiltränke.
Die Entwickler legten besonders Wert darauf, dass sich der Spieler durch Erfahrung, Taktik und mehr Geschick verbessert, nicht durch neue Rüstungen oder Waffen. Supergiant Games bewerben Bastion zwar selbst offiziell als Action-Rollenspiel, allerdings ist ein tatsächlicher Rollenspiel-Anteil (abgesehen von wenigen Sekundär-Elementen wie dem rudimentären Progressionssystem) dabei praktisch nicht existent, trotz oberflächlichen Parallelen zu einigen entsprechenden Genre-Vertretern. Insgesamt besticht Bastion primär durch seine dynamischen Kämpfe und seine spezielle Art der Narration.

### Visueller Stil
An die Tradition alter Action-Rollenspiele anknüpfend, zeigt sich das Spielgeschehen aus einer zweidimensionalen, isometrischen Perspektive.
Während der Spieler durch die Welt streift, formt sich diese erst vor seinen Füßen, indem einzelne Teile des Bodens kurz vor dem Auftreten aus dem Abgrund emporsteigen.
Um dem Spiel ein einzigartiges Aussehen zu verleihen, haben sich die Entwickler dazu entschieden, sämtliche Hintergründe und Karten des Spiels von Hand digital zu malen. Die Figuren sind zunächst computeranimiert worden und wurden dann in Sprites umgewandelt, sodass das Spiel seinen handgezeichneten Look behält. Dieser Schritt war nötig, da die Entwickler nicht die personellen Ressourcen hatten, so viele Sprites per Hand zu zeichnen.

### Erzählstil
Ein wichtiges Merkmal ist die Art und Weise der Erzählung. Der Erzähler schildert viele Details des Geschehens aus seiner Sicht, ohne Kid direkt anzusprechen (mit Ausnahme einiger Szenen in der Bastion). Rucks ist außerdem sehr gut über den Kanon der Spielwelt sowie Kids momentane emotionale Verfassung informiert, wirkt also auch wie ein allwissender Erzähler.
Besonders auffällig ist auch die Interaktivität, mit der der Erzähler mit den Aktionen des Spielers umgeht. Zerstört dieser beispielsweise herumliegendes Gerümpel, kommentiert Rucks, Kid müsse erstmal Dampf ablassen.
Die gesamte Sprachausgabe ist – auch in der europäischen Version – auf Englisch. Begründet wird dies mit der Mühe, die die Entwickler in die Qualität und das Timing der Sprachausgabe gesteckt haben, um dem Spiel seine Atmosphäre zu verleihen. Der Sprecher Logan Cunningham imitiert dabei die Sprechweise der Cowboys aus alten Western.

## Entwicklungs- und Veröffentlichungsgeschichte
Bastion erschien am 20. Juli 2011 digital für die Xbox 360 via Xbox Live Arcade und am 16. August 2011 für Windows via Steam. Anfang Dezember 2011 wurde es als Web-App für den Browser Google Chrome angeboten, diese Version wurde jedoch 2015 eingestellt. Im April 2012 erschien Bastion auch für die Betriebssysteme macOS und kurze Zeit später für Linux als Teil des Humble Indie Bundle V. Am 30. August 2012 wurde eine speziell angepasste Version für iOS im App Store veröffentlicht. Am 7. April 2015 erschien Bastion für PlayStation 4 via PlayStation Network. Am 5. Dezember 2015 folgte es auch für PlayStation Vita. Der Vertriebspartner Limited Run Games brachte im Juli 2018 in begrenzter Stückzahl eine physische Version für PlayStation 4 und PlayStation Vita auf den Markt. Bastion erschien im September 2018 für Nintendo Switch. Im September 2019 übernahm Supergiant Games die Vertriebsrechte und ist seitdem alleiniger Publisher des Spiels auf allen Plattformen.
Die Musik wurde von Darren Korb komponiert, der sie als „Acoustic Frontier Trip-Hop“ bezeichnet. Es treten hauptsächlich akustische Instrumente wie Gitarren und Streicher, teilweise stark digital bearbeitet, zusammen mit für Dub und Downtempo typischen Rhythmusstrukturen in Erscheinung. Der Soundtrack erschien im August 2011 digital auf Steam und Bandcamp, sowie auf CD. 2017 folgte er auf Doppel-LP.

## Rezeption
Das Spiel erhielt zum allergrößten Teil positive Kritiken. Die Rezensionsdatenbank Metacritic aggregiert insgesamt 135 Rezensionen zu Mittelwerten zwischen 83 (Xbox-One-Fassung) und 94 (iOS-Fassung).
Das US-Onlinemagazin IGN lobte die Grafik des Spiels, die an „Wasserfarbgemälde mit Glasmalerei-Elementen“ erinnere, „fantastische“ Musik und Klangeffekte sowie den Erzähler, der dem Spieler ein „Begleiter durch Dick und Dünn“ sei. Besonders hob das Magazin den Abwechslungsreichtum des Gameplays hervor, das zu jedem Zeitpunkt mit motivierenden Zielen aufwarte und Erfolge mit neuen Spielelementen belohne. Das Edge-Magazin hob den Erzählstil hervor, der den Spieler am Ende dem Spiel nähergebracht habe, als man erwartet hätte.

### Auszeichnungen
Bei den Spike Video Game Awards gewann Bastion 2011 in den Kategorien Bester Song, Bester Soundtrack und Bestes Download-Spiel. 2012 wurde es bei den Game Developers Choice Awards in den Kategorien Bestes Debütspiel und Bestes Download-Spiel ausgezeichnet. Im selben Jahr erhielt Bastion den DICE Award als Bestes Download-Spiel. Es war 2012 bei den British Academy Video Games Awards in den Kategorien Innovation und Debütspiel nominiert, konnte jedoch nicht gewinnen.